# Ржепецька Олена
Олена Ржепецька, уроджена Покровська (1885, Житомир — 1948, Львів) — українська письменниця.
Оповідання Ржепецької друкувалися під псевдонімом Нічий у «ЛНВ» («Вічна весняна казка», «Скарга», «Останній день Білецького» й інші) й у львівському календарі «Дніпро» (1934; «На берегах Гориня»). Видала збірку оповідань «Вічне полум'я» (1936).
На оповідання «На берегах Гориня» лишив рецензію критик Михайло Рудницький, який відмітив його схожість з романом «Пан» норвезького письменника Кнута Гамсуна.
На оповідання «Родина Бесараб»,  що його Ржепецька опублікувала в журналі «Радянський Львів» після німецько-радянської війни, письменник Микола Бажан дав негативний відгук у своєму виступі.